# La piazza della mia città - Bologna e Lo Stato Sociale
La piazza della mia città - Bologna e Lo Stato Sociale è un film documentario del 2020 diretto da Paolo Santamaria con Lo Stato Sociale. Vede la partecipazione, tra gli altri, di Gianni Morandi, Luca Carboni, Matilda De Angelis, Enrico Brizzi e Luis Sal.

## Trama
Il documentario presenta il concerto de Lo Stato Sociale svoltosi a Bologna, presso la Piazza Maggiore nel giugno del 2018. Intervengono personaggi del mondo della musica e del cinema, ma anche della politica e della cultura, a raccontare il loro legame con quella città attraverso ricordi, curiosità e aneddoti storici e personali.

## Distribuzione
Il film è stato proiettato il 7 giugno 2019 in anteprima mondiale al Biografilm Festival come proiezione speciale.
È stato distribuito in Italia da I Wonder Pictures a partire dal 17 settembre 2020.